# Jefe de corazones
Jefe de corazones, titulado Chief of Hearts en la versión original, es el decimoctavo episodio de la vigesimoprimera temporada de la serie de dibujos animados Los Simpson. Los guionistas son Carolyn Omine y William Wright, mientras que el director del capítulo es Chris Clements. Fue estrenado el 18 de abril de 2010 en Estados Unidos. En este episodio, Homer y el jefe Wiggum se hacen amigos después de que Homer comparte un sándwich con Wiggum durante su sentencia de servicio comunitario. Mientras tanto, Bart se vuelve adicto a un juego infantil japonés llamado Battle Ball, pero Marge y el director Skinner creen que Bart está traficando con drogas. También es el primer episodio qué Lisa no tiene diálogos es decir (que no habla en todo el episodio).
El episodio fue escrito por Carolyn Omine y William Wright y dirigido por Chris Clements , cuenta con la estrella invitada Jane Kaczmarek como la jueza Constance Harm , Maurice LaMarche y Joe Mantegna como Fat Tony y tiene referencias a los programas de televisión Starsky y Hutch , Three's Company y Bakugan Battle Brawlers .
"Chief of Hearts" recibió críticas mixtas y positivas de los críticos y quedó primero en su franja horaria.

## Sinopsis
Homer camina hacia el banco mientras come una manzana de caramelo. Cuando llega al banco, observa el letrero de "No hay comida ni bebidas" en el exterior e intenta meter la manzana de caramelo dentro del banco, pero en el proceso lo confunden con un ladrón de bancos.
Luego, Homer es sentenciado a servicio comunitario y se ve obligado a limpiar la basura en un vecindario local. Mientras está en servicio comunitario, le ofrece al Jefe Wiggum un sándwich. Wiggum acepta la oferta y los dos rápidamente se hacen amigos.
Mientras tanto, Bart asiste a la fiesta de cumpleaños de un amigo y se engancha al juego de cartas japonés Battle Ball, que involucra bolas magnéticas y tarjetas. Mientras él y Milhouse juegan en el sótano, Marge sospecha y cree que está drogado. Cuando descubre su juego, lo disfruta, lo que lleva a Bart a deshacerse de todo tirándolo por el inodoro.
Homer y el jefe Wiggum se unen conduciendo por la ciudad, van a un acantilado (el lugar favorito de Wiggum en el mundo) y hablan hasta que Wiggum recibe una llamada de Lou para que venga a detener a Fat Tony y su banda. Cuando los dos llegan allí, Wiggum deja que Homer los espose, pero luego uno de los criminales sostiene a Wiggum a punta de pistola. Wiggum intenta tomar el arma, pero se dispara accidentalmente. Luego lo llevan de urgencia al hospital.

Wiggum recibe un disparo
Mientras Wiggum se recupera en el hospital, Homer siempre está a su lado esperando que despierte del coma. Cuando Wiggum finalmente aparece, Homer le pregunta si puede ir a ver a su familia, ya que no los ha visto en unos días. Wiggum lo deja ir de mala gana, pero no pasa mucho tiempo antes de que Homer se enfrente a él en Moe's . Wiggum acusa a Homer de ser un mal amigo y quiere que Eddie y Lou lo arresten, pero no tienen ganas de hacerlo ya que no es ilegal ser un mal amigo. Entre lágrimas, Wiggum sale corriendo y desaparece.
Más tarde, Eddie y Lou van a la casa de Los Simpson y le dicen a Homer que Wiggum ha desaparecido y le pregunta dónde podría estar. Homer finalmente encuentra a Wiggum en el acantilado en el que estaban antes. Luego, los dos observan Fat Tony y dos de sus hombres haciendo ropa falsa. Homer y Wiggum son atrapados y arrojados al maletero del coche de Fat Tony.
Mientras él y Homer están atrapados en el maletero, Wiggum encuentra una manera de escapar para él y Homer reorganizando las pistas del CD en el coche, haciendo sonar la canción "At Seventeen" de Janis Ian en lugar de la música dramática que Fat Tony quería que Louie tocara. Homer y Wiggum pronto escapan y arrestan al Gordo Tony y su banda.
Después de que Fat Tony y su pandilla son arrestados, Homer y Wiggum se reconcilian y luego van a molestar a Ned Flanders en un helicóptero, pretendiendo ser Dios.